# Structure pyramidale des ligues de football en Autriche
La structure pyramidale des ligues de football en Autriche désigne le système de classement officiel des ligues et divisions du football autrichien.

## Généralités
Le football autrichien est structuré par un total de 10 échelons hiérarchiques. La D1 et la D2 se jouent à l'échelle nationale en poule unique et la D3 se joue également au niveau national mais elle est composée de 3 groupes (Regionalliga Ost, Regionalliga Mitte, Regionalliga West soit les Ligues régionales est, centre et ouest). 
Depuis la saison 2019-2020, la Regionalliga West est divisée en trois groupes de 12 équipes, les deux premiers de groupe disputent un play-off de montée pour déterminer le promu en deuxième division.
À partir de la D4, il y a 9 groupes représentant les 9 États d'Autriche.

## Structure des championnats
| Niveau | Championnat                    | Championnat                    | Championnat                    | Championnat                                  | Championnat                                  | Championnat               | Championnat               | Championnat                 | Championnat                 | Championnat                  | Championnat                  | Championnat                    | Championnat                    | Championnat                    | Championnat                       | Championnat                       | Championnat                | Championnat                | Championnat                |
| ------ | ------------------------------ | ------------------------------ | ------------------------------ | -------------------------------------------- | -------------------------------------------- | ------------------------- | ------------------------- | --------------------------- | --------------------------- | ---------------------------- | ---------------------------- | ------------------------------ | ------------------------------ | ------------------------------ | --------------------------------- | --------------------------------- | -------------------------- | -------------------------- | -------------------------- |
| 1      | Bundesliga 12 clubs            | Bundesliga 12 clubs            | Bundesliga 12 clubs            | Bundesliga 12 clubs                          | Bundesliga 12 clubs                          | Bundesliga 12 clubs       | Bundesliga 12 clubs       | Bundesliga 12 clubs         | Bundesliga 12 clubs         | Bundesliga 12 clubs          | Bundesliga 12 clubs          | Bundesliga 12 clubs            | Bundesliga 12 clubs            | Bundesliga 12 clubs            | Bundesliga 12 clubs               | Bundesliga 12 clubs               | Bundesliga 12 clubs        | Bundesliga 12 clubs        | Bundesliga 12 clubs        |
| ↓↑     |                                |                                |                                |                                              |                                              |                           |                           |                             |                             |                              |                              |                                |                                |                                |                                   |                                   |                            |                            |                            |
| 2      | 2.Liga 16 clubs                | 2.Liga 16 clubs                | 2.Liga 16 clubs                | 2.Liga 16 clubs                              | 2.Liga 16 clubs                              | 2.Liga 16 clubs           | 2.Liga 16 clubs           | 2.Liga 16 clubs             | 2.Liga 16 clubs             | 2.Liga 16 clubs              | 2.Liga 16 clubs              | 2.Liga 16 clubs                | 2.Liga 16 clubs                | 2.Liga 16 clubs                | 2.Liga 16 clubs                   | 2.Liga 16 clubs                   | 2.Liga 16 clubs            | 2.Liga 16 clubs            | 2.Liga 16 clubs            |
| ↓↑     |                                |                                |                                |                                              |                                              |                           |                           |                             |                             |                              |                              |                                |                                |                                |                                   |                                   |                            |                            |                            |
| 3      | Regionalliga Ost 16 clubs      | Regionalliga Ost 16 clubs      | Regionalliga Ost 16 clubs      | Regionalliga Ost 16 clubs                    | Regionalliga Ost 16 clubs                    | Regionalliga Ost 16 clubs | Regionalliga Ost 16 clubs | Regionalliga Mitte 16 clubs | Regionalliga Mitte 16 clubs | Regionalliga Mitte 16 clubs  | Regionalliga Mitte 16 clubs  | Regionalliga Mitte 16 clubs    | Regionalliga Mitte 16 clubs    | Regionalliga Mitte 16 clubs    | Regionalliga West 16 clubs        | Regionalliga West 16 clubs        | Regionalliga West 16 clubs | Regionalliga West 16 clubs | Regionalliga West 16 clubs |
|        | ↓↑                             | ↓↑                             | ↓↑                             | ↓↑                                           | ↓↑                                           | ↓↑                        | ↓↑                        | ↓↑                          | ↓↑                          | ↓↑                           | ↓↑                           | ↓↑                             | ↓↑                             | ↓↑                             | ↓↑                                | ↓↑                                | ↓↑                         | ↓↑                         | ↓↑                         |
| 4      | Landesliga Burgenland 16 clubs | Landesliga Burgenland 16 clubs | Landesliga Burgenland 16 clubs | 1. Niederösterreichische Landesliga 16 clubs | 1. Niederösterreichische Landesliga 16 clubs | Wiener Stadtliga 16 clubs | Wiener Stadtliga 16 clubs | Kärntner Liga 16 clubs      | Kärntner Liga 16 clubs      | Oberösterreich-Liga 14 clubs | Oberösterreich-Liga 14 clubs | Landesliga Steiermark 16 clubs | Landesliga Steiermark 16 clubs | Landesliga Steiermark 16 clubs | 1. Salzburger Landesliga 16 clubs | 1. Salzburger Landesliga 16 clubs | Tiroler Liga 16 clubs      | Tiroler Liga 16 clubs      | Vorarlbergliga 14 clubs    |
|        | ↓↑                             | ↓↑                             | ↓↑                             | ↓↑                                           | ↓↑                                           | ↓↑                        | ↓↑                        | ↓↑                          | ↓↑                          | ↓↑                           | ↓↑                           | ↓↑                             | ↓↑                             | ↓↑                             | ↓↑                                | ↓↑                                | ↓↑                         | ↓↑                         | ↓↑                         |
| 5      | 2. Liga Nord                   | 2. Liga Mitte                  | 2. Liga Süd                    | 2. Landesliga Ost                            | 2. Landesliga West                           | Oberliga A                | Oberliga B                | Unterliga Ost               | Unterliga West              | Landesliga Ost               | Landesliga West              | Oberliga Nord                  | Oberliga Mitte West            | Oberliga Süd Ost               | 2. Landesliga Nord                | 2. Landesliga Süd                 | Landesliga Ost             | Landesliga West            | Landesliga                 |

Légende
- ↓↑ : Promotion et relégation entre les championnats concernés.
- Au 4e échelon : la Kärntner Liga intègre la Carinthie et le district du Tyrol oriental, la Tiroler Liga correspond au Tyrol sans le district oriental.

## Sources
- (en) Cet article est partiellement ou en totalité issu de l’article de Wikipédia en anglais intitulé « Football in Austria » (voir la liste des auteurs).

- (en) Cet article est partiellement ou en totalité issu de l’article de Wikipédia en anglais intitulé « Austrian 2. Landesliga » (voir la liste des auteurs).